# مورتن اولسن (ملحن)
مورتن اولسن (بالدنماركية: Morten Olsen)‏ هو ملحن دنماركي، ولد في 1961.